# 三島市立錦田中学校
三島市立錦田中学校（みしましりつ にしきだちゅうがっこう）は、静岡県三島市谷田にある公立中学校。通級指導教室が設置されている。

## 沿革
- 1972年（昭和47年） - 三島市立東中学校と三島市立坂中学校が統合されて開校した[2]。
- 2023年(令和5年)  - 第24回環境美化教育優良校等表彰の優良校に選出された[3]。

## 学校行事
主な行事を掲載。
1学期
- 4月 - 学年末休業、着任式、始業式、入学式
- 5月 - 宿泊行事(1・2年生)、修学旅行(3年生)
- 6月 - 中間テスト
- 7月 - 中体連、夏季休業、吹奏楽コンクール
- 8月 - 夏季休業、期末テスト
- 9月 - 桜風祭(体育の部)、終業式(10月)

2学期
- 10月 - 始業式、桜風祭(文化の部)
- 11月 - 中間テスト、職場体験(2年生)
- 12月 - 芸術鑑賞教室（2年生）、冬季休業
- 1月 - 冬季休業、百人一首大会(1年生)
- 2月 - 私立高等学校入学試験、期末テスト、職業講話(1年生)
- 3月 - 公立高等学校入学試験、3年生を送る会、卒業遠足(3年生)、修了式、卒業式、学年末休業

## 学区
- 三島市
  - 市山新田
  - 川原ケ谷(緑ケ丘、愛宕、元山中、塚の台)
  - 笹原新田
  - 竹倉
  - 玉沢
  - 塚原新田
  - 中(東藤代町を除く)
  - 錦が丘
  - 松が丘
  - 三ツ谷新田
  - 南二日町10番、19番及び20番(6号から39号までに限る)
  - 谷田(小山、小山中島、小山押切、谷田、御門、夏梅木、台崎、東富士見、西富士見、遺伝学、桜ケ丘、谷田アパート、並木、塚の台、小山台、阿部野)
  - 柳郷地
  - 山中新田

出典：
市山新田、笹原新田、塚原新田、三ツ谷新田、山中新田の５学区は学校からの距離が遠く、通学路が国道１号線と重なる部分があるため交通事故を避けるためにバスでの登下校となっている。

## 進学前 小学校
- 三島市立錦田小学校

- 三島市立東小学校

- 三島市立向山小学校

- 三島市立坂小学校

## 制服
制服は紺色を基調としたブレザーで、ズボン・スカートは濃いグレーのチェック柄である。

## 部活動

### 運動部
- バスケットボール部（男・女）
- バレーボール部（男・女）
- テニス部（男・女）
- 卓球部（男・女）
- サッカー部
- 野球部
- ソフトボール部

### 文化部
- 吹奏楽部
- 美術部

## アクセス

### バス
東海バスの「遺伝研前」バス停から徒歩で約10分

### 自動車
三島駅から約10分

## 周辺
- 三島市立錦田小学校
- 国立遺伝学研究所

## 著名な出身者
- 磋牙司洋之　元大相撲力士